# اصول بهداشت تغذیه
اصول بهداشت تغذیه کتابی از محمدحسن مافی است که در سال ۱۳۳۳ منتشر و برندهٔ جایزه کتاب سال سلطنتی شد.